# Wilhelm Simon (Chemiker)

Wilhelm Simon (ca. 1990)

Wilhelm Simon (* 26. September 1929 in Fahrwangen, Schweiz; † 17. November 1992), auch Willy Simon genannt, war ein Schweizer Chemiker und Professor an der ETH Zürich. Er ist der Erfinder des Funktionsprinzips der heutigen kaliumselektiven Elektroden.
Wilhelm Simon erhielt im August 1953 das Diplom als Ingenieur-Chemiker; danach arbeitete er im organisch-chemischen Laboratorium von Prof. Leopold Ružička an der Eidgenössischen Technischen Hochschule, betreut von Edgar Heilbronner.
Er erhielt 1956 den Doktorgrad und habilitierte 1960. 1967 wurde er ausserordentlicher Professor, 1970 erhielt er eine ordentliche Professur für Chemie. Wilhelm Simon veröffentlichte über 450 wissenschaftliche Arbeiten; er betreute 230 Diplomanden und 115 Doktoranden. Einer seiner Arbeitsschwerpunkte lag in der analytischen Chemie, er entwickelte Apparaturen zur vollautomatischen Bestimmung von Kohlenstoff, Wasserstoff und Stickstoff. Nachdem er sich mit dem Ionentransport durch künstliche Membranen beschäftigt hatte, entwickelte er die moderne kaliumselektive Elektrode.

## Werkbeispiel
- E. Pretsch, T. Clerc, J. Seibl und W. Simon: Tabellen zur Strukturaufklärung organischer Verbindungen mit spektroskopischen Methoden. Springer Verlag, Berlin-Heidelberg-New York 1976.

## Ehrungen
Wilhelm Simon erhielt viele Ehrungen, darunter – zusammen mit Alfred Benninghoven – die Fritz-Pregl-Medaille der Österreichischen Gesellschaft für Analytische Chemie; der Simon-Widmer-Award wurde nach ihm und Michael Widmer benannt.